# 17124 Rishavalera
A 17124 Rishavalera (ideiglenes jelöléssel (17124) 1999 JC65) a Naprendszer kisbolygóövében található aszteroida. A LINEAR projekt keretében fedezték fel 1999. május 12-én.